# Eufallia
Eufallia is een geslacht van kevers uit de familie schimmelkevers (Latridiidae).

## Soorten
- E. africanus (Dajoz, 1970)
- E. seminivea (Motschulsky, 1866)